# Claudio Eliano
Claudio Eliano (in greco antico: Κλαύδιος Αἰλιανός?, Clàudios Ailianòs; in latino Claudius Aelianus; Preneste, 165/170 circa – 235) è stato un filosofo e scrittore romano in lingua greca.

## Biografia
Della vita di Eliano si sa quello che Filostrato ci riferisce nelle sue Vite dei sofisti.
Scolaro a Roma del sofista Pausania apprese, dai precetti della seconda sofistica, la scrittura in greco atticizzante, al punto da essere soprannominato μελίγλωσσος (meliglossos, lingua di miele) o μελίφθογγος (sinonimo del primo), per la precisione e l'efficacia del suo stile.
A differenza dei suoi colleghi romani, non si sentì portato per le declamazioni pubbliche, preferendo coltivare studi storici, naturalistici e antiquari: secondo il lessico Suda, inoltre, sarebbe stato sacerdote nel tempio della Fortuna a Preneste e avrebbe frequentato la corte di Giulia Domna, moglie di Settimio Severo.
Inoltre sembra, come dichiarava lui stesso, non essersi impegnato in conferenze itineranti, ma sarebbe rimasto per tutta la vita nel Lazio, dove morì.
A Praeneste, attuale Palestrina, il liceo classico e delle scienze umane è intitolato alla memoria di Claudio Eliano.

## Opere

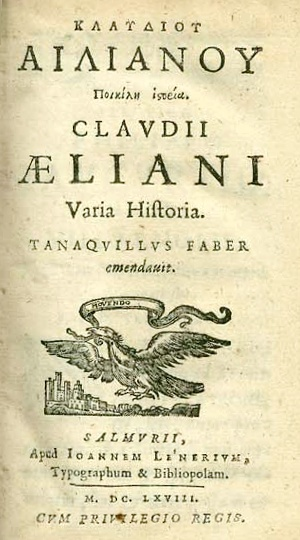
Frontespizio di un'edizione del 1668 della Varia Historia

- Περὶ ζῴων ἰδιότητος (Sulla natura degli animali): una compilazione in diciassette libri pervenutaci per intero. In essa lo spirito enciclopedico dell'autore fa confluire informazioni pseudoscientifiche e curiosità leggendarie. Gli aneddoti di Eliano su animali raramente dipendono da osservazione diretta: essi sono quasi interamente tratti da fonti scritte, spesso da Plinio il Vecchio, ma anche da altri autori e opere ormai perdute, per le quali è, quindi, un testimone prezioso.
- Ποικίλη ἱστορία (Varia historia): in quattordici libri, di cui sono giunti interi i primi due e in forma di compendio parti dei rimanenti, come evidente dalle difformità di stile e lunghezza dei capitoli. Essa è costituita da una serie di aneddoti, aforismi e notizie su personaggi famosi della storia e della cultura antica. Le notizie che egli riporta sono tutt'altro che attendibili, e quasi mai ne è citata la fonte. Ciò nonostante l'opera è importante per ricostruire il formarsi dei nuclei narrativi e leggendari che si sarebbero tramandati nel medioevo riguardo ad Alessandro Magno, Pericle, Alcibiade, Semiramide e altri; tra l'altro, tra le decine di favole che i mirabilia raccolti da Eliano trasmisero alla diffusione orale dei secoli successivi, abbiamo una delle prime versioni del "tema di Cenerentola", ambientata in contesto egiziano (si veda a proposito la storia di Rodopi).
- Lettere di contadini: opera la cui attribuzione a Claudio Eliano è oggi controversa. In esse l'epistolografia di Alcifrone, l'atmosfera pastorale e le situazioni erotiche del romanzo greco o della Commedia nuova sono combinate in gustosi quadretti.
- Opere filosofiche: Eliano scrisse anche due libelli contro gli epicurei, Sulla provvidenza e Sulle manifestazioni divine (entrambi perduti).
- Declamazioni: ad Eliano è attribuita, inoltre, un'orazione contro Eliogabalo (anch'essa perduta). Nelle Vite dei sofisti, infatti, Filostrato offre un aneddoto di un'invettiva politica di Eliano contro l'imperatore recentemente assassinato. Eliano intitolò il suo libello Atto d'accusa contro l'effeminato (Kategoria tou gunnidos), dal fatto che così "io chiamo il tiranno che è stato recentemente ucciso, perché ha disonorato l'impero romano con la sua licenziosità assoluta".[3] Anche se il testo è generalmente ritenuto perduto, per alcuni studiosi alcuni frammenti di Suda su una "prostituta siriana" o "una mima siriana", provenienti appunto da Eliano,[4] sono utili per ricostruire la diatriba di Eliano contro Eliogabalo:[5]

(fr. 123 H.)
Nella sua casa c'erano degli ingressi e comitive di uomini indisciplinati e donne licenziose e ragazzini che avevano scelto una vita debosciata.
E questa persona non era stata sottoposta a giudizio - per quanto si possa parlare di giudizio per una persona così sfrenata - per la scelta del mimo, per la bellezza splendente del corpo con cui praticava una serie di inganni.»
(frr. 126a-d Domingo-Forasté)

## Eliano sofista
Quelle di Eliano, in generale, comunque, sono opere compilatorie, che non si avvalgono di osservazioni autoptiche, né di un'accurata scelta delle fonti, né di criteri di selezione. Raccoglitore di dati, per lo più a carattere aneddotico, inverosimile quando non paradossale, Eliano si colloca nell'alveo della paradossografia, mosso, più che da interessi scientifici o storiografici, dall'attenzione per il meraviglioso e l'insolito. 
I frammenti filosofici, invece, e la caratteristica impostazione della Natura degli animali, di intento moraleggiante, in cui si vuole dimostrare che negli animali esistono sentimenti simili o anche superiori a quelli dell'uomo, ci indicano per Eliano una adesione alla filosofia stoica commista alle puntate polemiche della seconda sofistica. A questa scuola va collegata la scelta della lingua greca e di uno stile atticizzante, non scevro, però, da latinismi.